# Alcippe poioicephala
Az Alcippe poioicephala a madarak osztályának verébalakúak (Passeriformes) rendjébe és a Pellorneidae családjába tartozó faj.

## Rendszerezése
A fajt Thomas C. Jerdon brit zoológus írta le 1844-ben, a Thimalia nembe Thimalia poioicephala néven.

## Alfajai
- Alcippe poioicephala alearis (Bangs & Van Tyne, 1930)
- Alcippe poioicephala brucei Hume, 1870
- Alcippe poioicephala davisoni Harington, 1915
- Alcippe poioicephala fusca Godwin-Austen, 1877
- Alcippe poioicephala haringtoniae Hartert, 1909
- Alcippe poioicephala karenni Robinson & Kloss, 1923
- Alcippe poioicephala phayrei Blyth, 1845
- Alcippe poioicephala poioicephala (Jerdon, 1844)[2]

## Előfordulása
Dél- és Délkelet-Ázsiában, Banglades, Kína, India, Laosz, Mianmar, Thaiföld és Vietnám területén honos. A természetes élőhelye a szubtrópusi vagy trópusi síkvidéki és hegyi esőerdők, száraz erdők és cserjések. Állandó, nem vonuló faj.

## Megjelenése
Testhossza 16,5 centiméter, testtömege 17-23 gramm.
|  |

## Életmódja
Rovarokkal táplálkozik, de nektárt is fogyaszt.